# 트랜스마시홀딩
트랜스마시홀딩(러시아어: Трансмашхолдинг, 영어: CJSC Transmashholding)은 러시아에서 가장 큰 기관차와 철도 장비 제조업체로, 로코테크 서비스와 합병한 후 전세계 운송 기술 분야에서 네 번째로 큰 엔지니어링 회사이다.

## 연혁
CJSC 트랜스마시홀딩은 2002년에 설립되었다.
2012년에 트랜스마시홀딩은 1,300억 루블의 수익을 올렸다. 이 수익은 2011년 수익에 비해 22% 증가한 것이다.